# Barevný jorkšírský teriér
Barevný jorkšírský teriér je označení pro skupinu různorodých barevných odchylek plemene jorkšírský teriér. V jiných zemích je pro skupinu odchylek používán například souhrnný název „colourful yorkshire terrier“ (barvitý yorkšírský teriér)  nebo „parti yorkshire terrier“ a „parti-colored yorkshire terrier“ (strakatý yorkšírský teriér).  Ačkoliv informace nebyla věrohodně potvrzena, podle některých zdrojů jeden z kynologických klubů, American Kennel Club, rozlišuje skupinu "colourful yorkshire terrier" v roce 2000. Podle informací přímo z American Kennel Clubu z roku 2016 rozlišuje tento u plemene yorkšírský teriér kombinace barev srsti modrá a zlatá, černá a zlatá, černá s pálením, modrá s pálením a jiné plemeno yorkšírského teriéra nezná. The Yorkshire Terrier Club of America varuje před nákupem předražených „barevných“ yorkšírských teriérů vyřazených z chovu a jejich možnými genetickými vadami a plagiátory prodávajícími za vysoké ceny křížence.  

## Zpochybnění legitimity

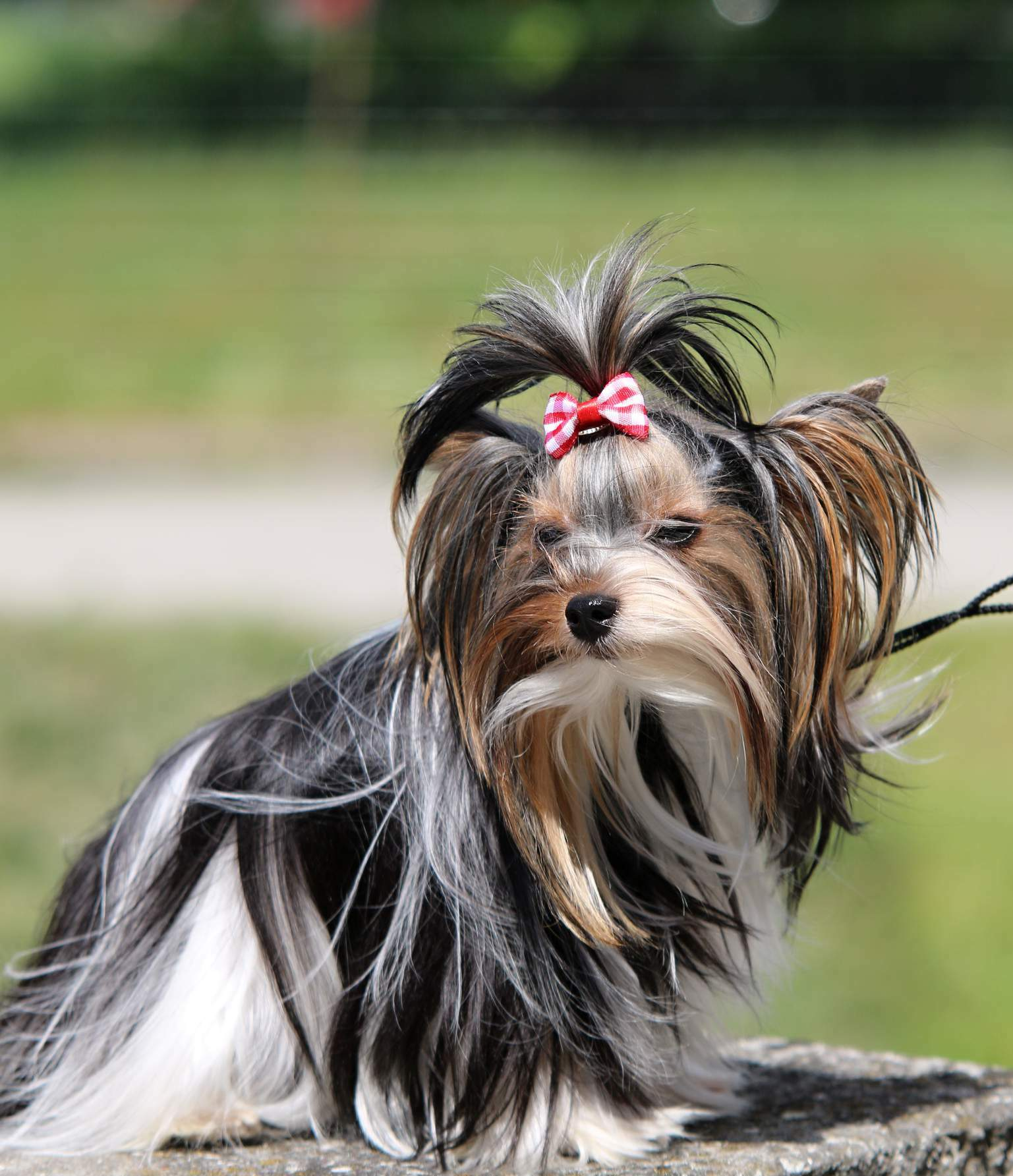
Biewer teriér

### Diskvalifikace odlišně zbarvených jedinců pro nekorektní chovatelské praktiky
The Yorkshire Terrier Club of America na svých stránkách zveřejňuje varování před nákupem „barevných“ yorkšírských teriérů. Přestože je inzerováno že jsou  módním plemenem, žádní "noví" barevní yorkšírští teriéři nejsou známi. Kvůli bezohledným chovatelským praktikám, jejich navyšování cen jenž vyvolává takové rizikové chování a reklamě těchto chovatelů na barevné yorkšírské teriéry, členové The Yorkshire Terrier Club of America jednomyslně diskvalifikovali tyto a jiné odlišně zbarvené psy z další plemenitby.

### Zdravotní problémy
Některé z barevných odchylek osrstění zvířat mohou být způsobeny genetickými nebo zdravotními problémy jedince a další vzájemná plemenitba může zdravotní vady zachovávat a prohlubovat. Některé zdroje uvádí zdravotní vady související s genetickými chybami, jako je hluchota epilepsie, křeče, dýchací problémy, problémy srůstu lebeční kostí, hrozné problémy čéšky a obecně krátkověkost. Šlechtění jednostranně pro barevný typ může vést u psů k vyvolání genetické slepoty a dalších vad. Barevné odchylky jako zdravotní důvod pro vyřazení z chovu uvádí rovněž The Yorkshire Terrier Club of America. Barevné odchylky jako vady od standardu plemene yorkšírského teriéra jsou vyřazovány z další plemenitby, což také vede k sdružování majitelů a klubovým aktivitám neuznaných jedinců, včetně klubových soutěží a vydávání vlastních průkazů původu.   
Club Colourful yorkshire terrier naproti tomu tvrdí, že dědeček Ernsta Hemingwaye měl vlastnit jednu bílou fenu yorkshirského teriéra a klub nemá žádné informace o problémech s hluchotou u psů, které zařazuje do skupiny barevný yorkšírský teriér, pouze u jiných plemen, a skupiny psů, kterou označuje jako „tradičně zbarvený yorkšírský teriér“. Club Colourful yorkshire terrier odkazuje na veterinární stránky kde je například gen zbarvení Merle spojen s hluchotou a varování před zafixováním hluchoty u dalších generací. Geneticky způsobená hluchota některých jedinců plemene yorkšírský teriér je potvrzena.
Psi, kteří mají hnědé oči a kompletní pigmentaci uší a hlavy kolem uší, nemají žádné zdravotní problémy (hluchotu) spojené s genem piebald. 

### Křížení s jiným plemenem
V některých případech jde u jedinců označovaných jako "barevný yorkšírský teriér" podle dostupných zdrojů o křížence  yorkšírského teriéra a jiného plemene, například čivavy, Shih-tzu nebo papillona a dalších. Tedy zcela legitimního voříška.
Yorkšírský teriér je chován od 11. století, ale první vrh s barevným yorkšírským teriérem označovaným jako "biewer" se uskutečnil v roce 1984. 

### Pokusy o uznání skupiny jako plemene
Některé z těchto zájmových organizací považují různorodé barevné odchylky psů za samostatné plemeno a vydávají vlastní standardy plemene a pokyny k plemenitbě budoucího plemene. Nicméně uznávané organizace chovatelů tuto skupinu barevných odchylek za samostatné plemeno v roce 2016 nepovažují. Organizace AKC a FCI nezná skupinu "barevný yorkšírský teriér", neřadí ji ani do kategorie "neuznaná plemena" . 
Ale například kynologický web muj-pes.cz podle autorky I. Cibulkové uvádí:„Konkrétně American Kennel Club řadí v některých zemích zbarvení tricolor a chocolate mezi „uznaná“ a ostatní zbarvení mezi „neuznaná plemena“. Tuto informaci však nelze jinde dohledat a nemůže být zatím považována za potvrzenou. 
Podle dalších informací uznává odlišně zbarvené (strakaté) jedince jako chovné jedince plemene yorkšírský teriér s recesivními barevnými znaky označenými jako "blue&tan parti-color". Žádnou z těchto informaci se však nepodařilo v análech American Kennel Club dohledat a nemůže být zatím považována za potvrzenou. 
Naopak na svých stránkách The Yorkshire Terrier  Club of America zveřejnil informaci o jednomyslném principiálním vyřazení nestandardně zbarvených jedinců pro nekorektní chování majitelů. 
Také ČMKU v České republice vyžaduje dodržování standardů plemene yorkšírský teriér a plemeno "barevný yorkšírský teriér" nezná a nerozlišuje.     
V roce 2016 je skupina "barevný yorkšírský teriér" prokazatelně uznána pouze zájmovým a profesním sdružením Colorful Yorkshire Terrier Club (CYTC, z. s.) v ČR a  International Exotic Yorkshire Terrier Clubem (I.E.Y.T.C.) v Jihoafrické republice. Klub Colorful Yorkshire Terrier Club sídlí v obci Rapšach v Jižních Čechách, nedaleko Českých Budějovic.  
Předsedkyně zájmového a profesního sdružení Colorful Yorkshire Terrier Club v České republice I. Cibulková předpokládá, že jednoho dne budou barevní yorkšírští teriéři uznáni samostatným plemenem a budou cenově dostupnější.  
Zájmové a profesní sdružení Colorful Yorkshire Terrier Club v České republice uvádí že v Evropě je rozšířenější barevná variace s bílou barvou, Amerika má vyšší početnost ve zbarvením hnědém, ale díky lukrativnosti, povaze a velikosti se plemeno rychle šíří po celém světě.[zdroj?] Podle některých informací se hodnota psů raritních barev pohybuje v astronomických částkách.
V roce 2024 byl biewerský jorkšírský teriér, který byl poprvé vyšlechtěn v Německu, uznán VDH (Sdružení pro německý chovatelský klub) jako národní plemeno, ale odděleně od příbuzných barevných variet. Oddělení barevných rázů jorkšírského teriéra, které se odchylují od standardu FCI č. 86, znamená menší populace pro každou barvu deklarovanou jako samostatné plemeno (biewer, golddust), tedy vyšší koeficient příbuzenské plemenitby a genetické zúžení. To vede ke ztrátě genetické rozmanitosti a alel. Výsledky genetických analýz v Polsku však ukazují, že jorkšírští teriéři mají dostatečnou genetickou rozmanitost.
Ve Francii existuje „Fédération Française du Biewer Terrier et Variantes“, která uznává všechny barevné variety a podporuje jejich společný chov.

## Vzhled barevných odchylek
Colorful Yorkshire Terrier Club deklaruje že chovatelský řád CYTC  je v souladu s chovatelským řádem ČMKU a normami a plemenným standardem FCI. Vzhled barevných odchylek chovaných psů, jejichž majitelé jsou v klubu Colorful Yorkshire Terrier Club v České republice sdružováni,  je klubem Colorful Yorkshire Terrier Club stanoven takto:

### Označení barevných variací podle některých majitelů
Barevné varianty chovaných jedinců které jsou řazené  do rámce skupiny klubem Colorful Yorkshire Terrier Club v České republice takto.

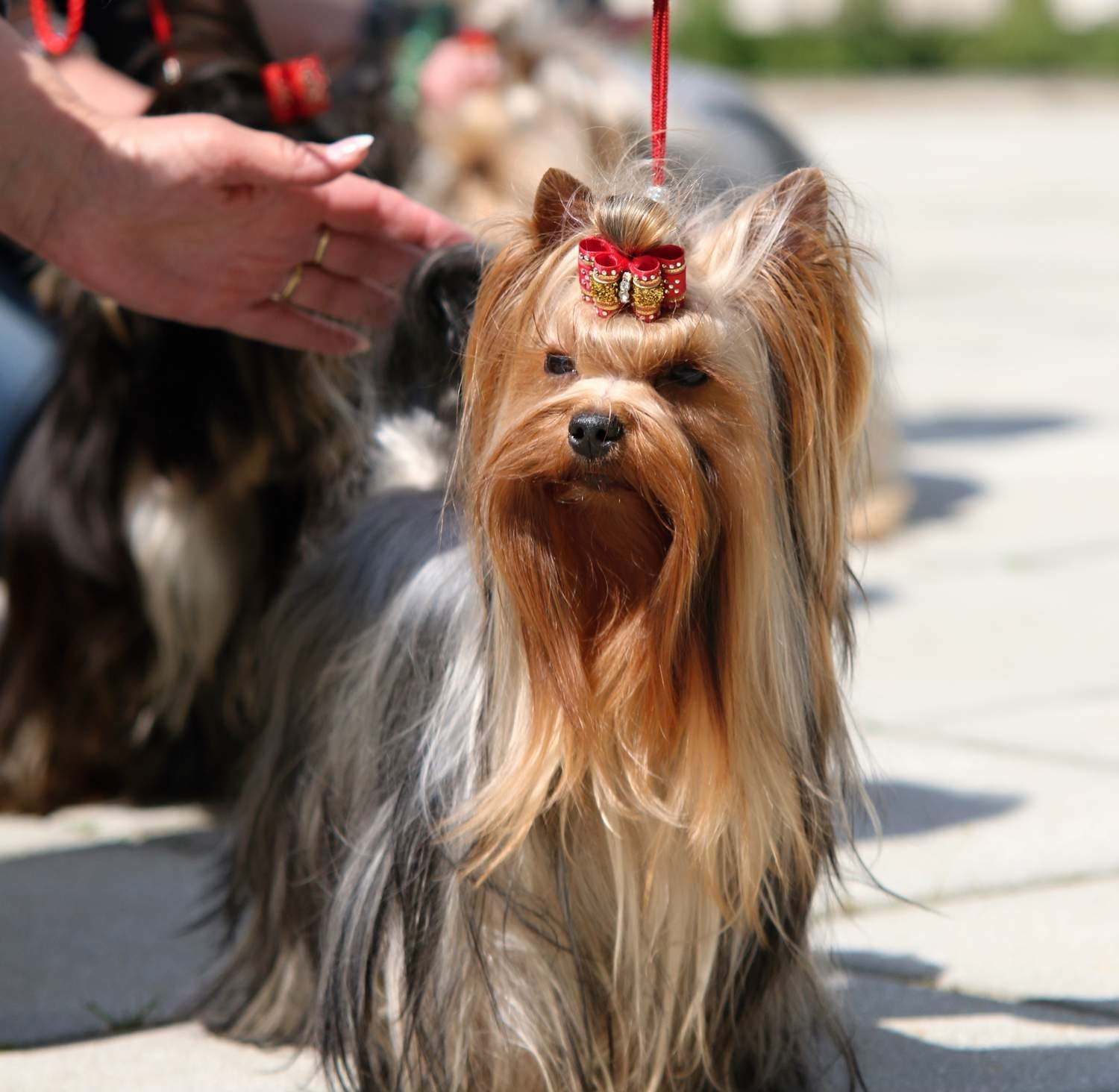
Blue and tan

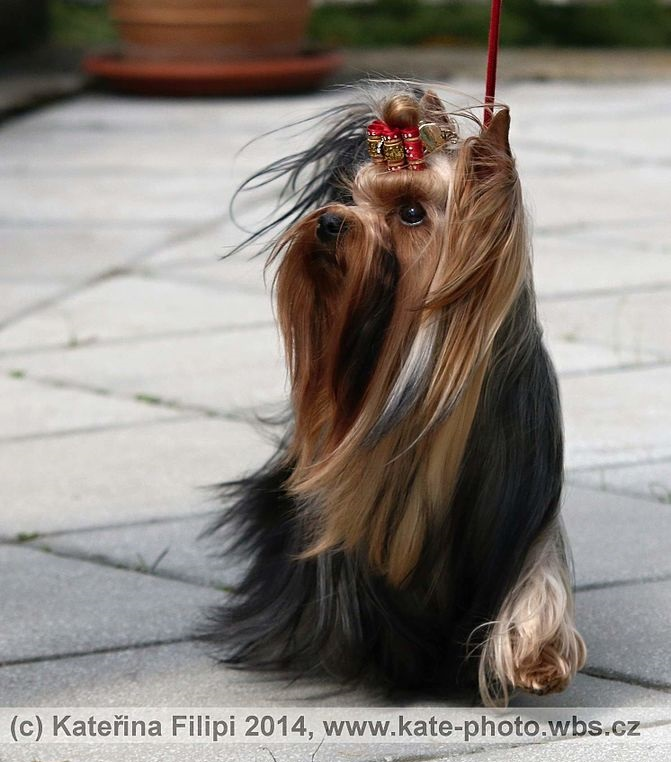
Black and tan

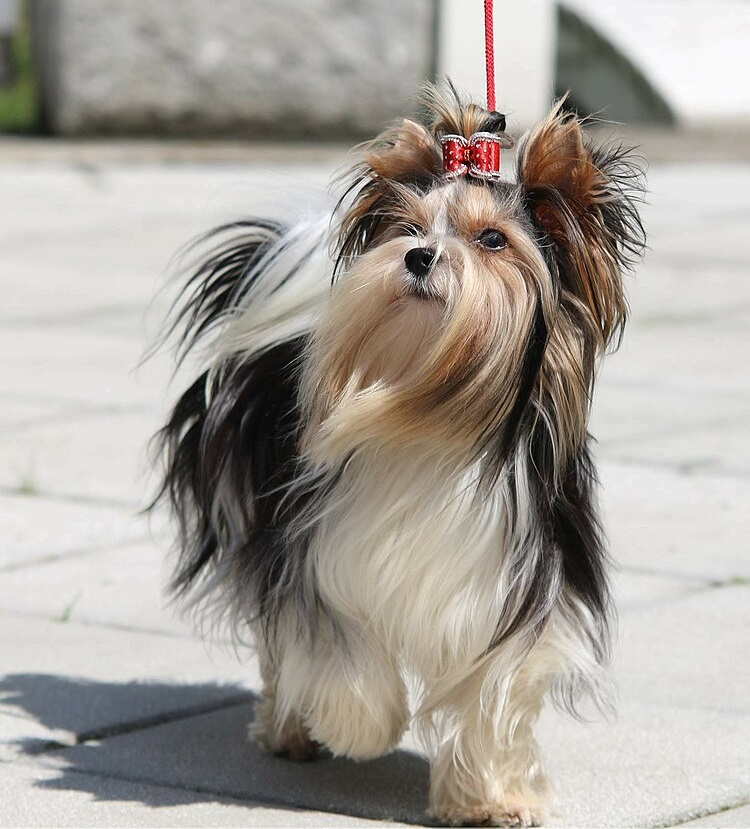
Biewer (tricolor)

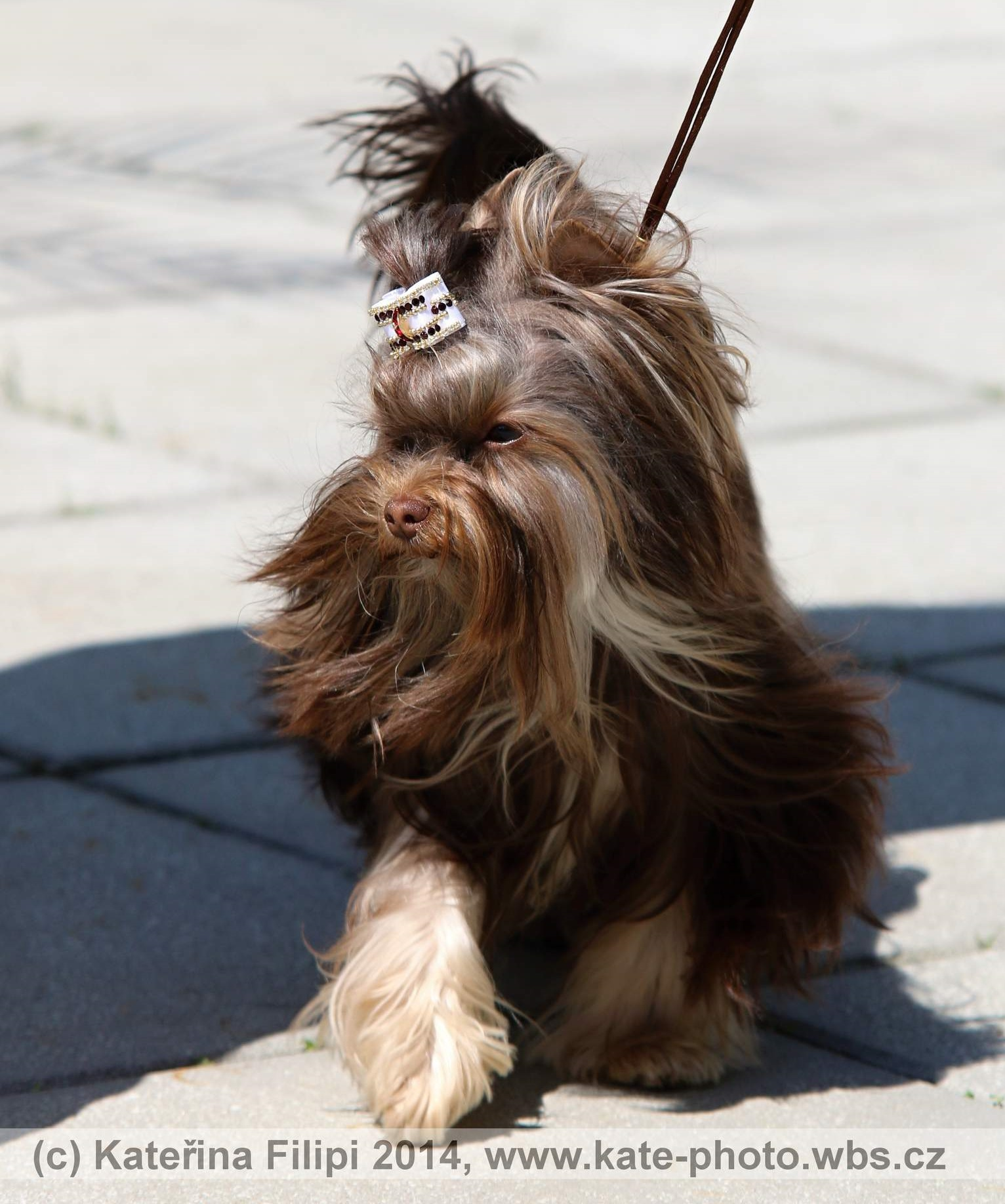
Chocolate

### Blue and tan
Tmavě ocelově modrá (ne stříbřitě modrá), dosahující od týlního hrbolu ke kořeni ocasu, nikdy není smíchaná se žlutými, bronzovými ani tmavými chlupy. Srst na hrudi je intenzivně tříslová a lesklá. Veškerá tříslová srst je tmavší u kořínků než uprostřed a nejsvětlejší je na konci. Nos, oči, lemování, tlapky drápky tmavé. Zbarvení odpovídá standardu plemene yorkšírský teriér.

### Black and tan
Tmavě černá až modrá, dosahující od týlního hrbolu ke kořeni ocasu, nikdy není smíchaná se žlutými, bronzovými ani světlými chlupy. Srst na hrudi je tříslová a lesklá. Veškerá tříslová srst je tmavší u kořínků než uprostřed a nejsvětlejší je na konci. Nos, oči, lemování, tlapky drápky černé. Zbarvení odpovídá standardu plemene yorkšírský teriér.

### Biewer
Modro-bílo-zlatá, modrá barva musí být ocelově modrá, ne stříbřitě modrá. Hlava modro-bílo-zlatá, symetricky zbarvená. Tělo modro-bílé, prolínající se, celá bílá nebo celá modrá s bílým límcem. Kromě hlavy nesmí být jinde na těle zlatá nebo hnědá barva. Bílá barva minimálně do 2/3 končetin, celé břicho a hrudník, límec kolem krku a 1/3 konce ocasu. Nos černý.

### Chocolate
Hnědě zbarvení srsti po těle. Hlava a nohy s tříslovým pálením. Oči hnědé až jantarové, lemování očí hnědé. Nos hnědý, játrový. Tlapky a drápky hnědé.

### Golddust

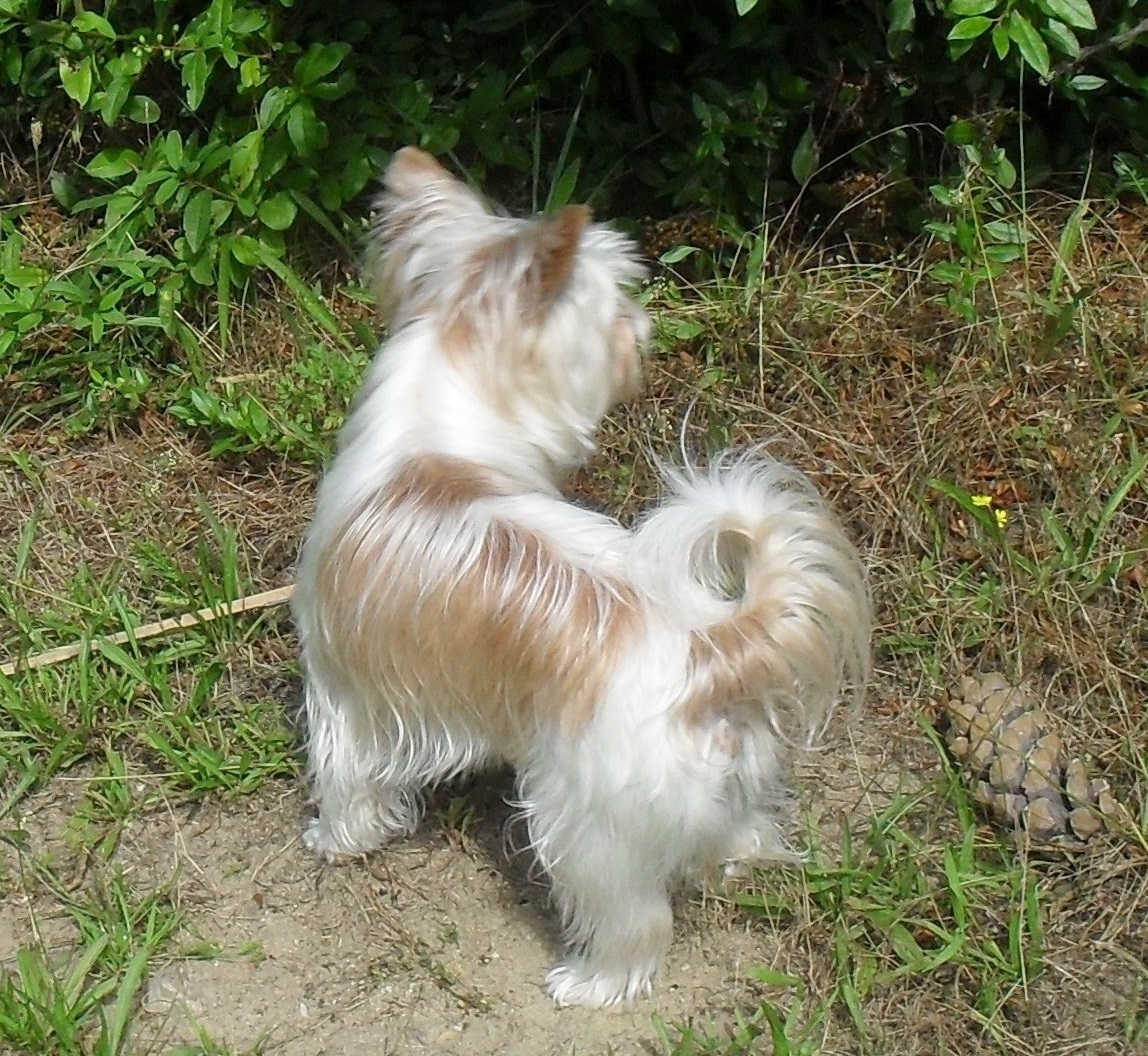
Golddust

Bílo-zlatá, bez ohledu na rozložení (zlatá barva může, ale nemusí, být u dospělých zvířat mnohem jasnější, pouze jako zlatý prach - jak je ve jméně "Golddust" = "zlatý prach" Oči středně velké, zelenohnědé až tmavě hnědé. Nos tmavý, růžové skvrny povoleny.

### Ocean pearl
Zlatohnědá melírovaná, v mládí s červenohnědými nebo černými konečky, avšak v průběhu života psa se může barva měnit. Srst štěňat je tmavě hnědá melírovaná a postupem času se rozjasňuje a světlá až do smetanového zbarvení. Nejvýrazněji je v prvním roce života, potom už ne tak zřetelně. Odstín však neustále podléhá hře světel a stínů a barva psa se tak neustále mění podle třpytu a světla na různé  odstíny jeho základních barev včetně zlaté, hnědé, červené, šedé, béžové a krémové až smetanové. Struktura srsti jemná až silná. Nosní houba černá.

### Adda
Bílá se zlato-hnědou melírovanou, v mládí s červenohnědými nebo černými konečky. Barva se může v dospělosti psa změnit.
Srst štěňat je bílá s tmavě hnědými melírovanými znaky a během života psa se rozjasňují a světlají až do smetanového zbarvení. Nejvýrazněji v prvním roce života, potom už ne tak zřetelně.
Bílá barva je rozložená minimálně na límci kolem krku, celém břiše, hrudníku, 2/3 končenin a 1/3 konce ocasu.
Odstín zlaté však neustále podléhá hře světel a stínů a barva psa se tak neustále mění podle třpytu a světla na různé odstíny jeho základních barev včetně zlaté, hnědé, červené, šedé, béžové a krémové až smetanové. Nos černý.

### Biro

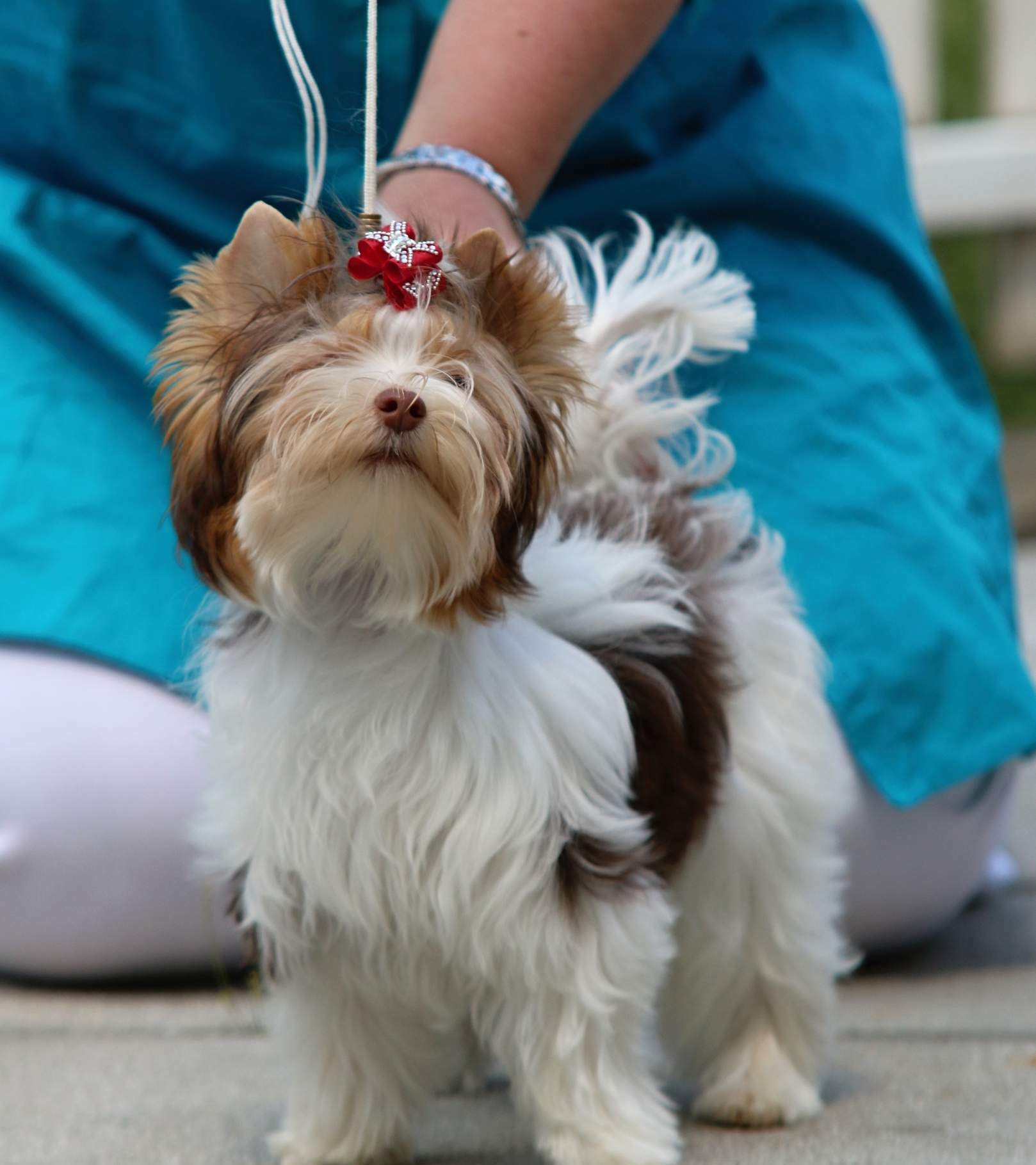
Biro

Hnědá - bílá s pálením, přičemž bílá barva musí být minimálně na celém břiše, do 2/3 výšky nohou, límci kolem krku a 1/3 konce ocasu. Oči hnědé až jantarové, lemování očí hnědé. Nos hnědý.

### Merle
Blue merle: Jasná, stříbřitě modrá, s černým mramorováním. Sytě pálené znaky mají přednost, ale jejich absence nesmí být penalizována. Bílá barva je akceptována na krku, hrudníku, nohách, spodní straně čenichu, lysině na hlavě a bílá rozšířená ze spodní strany těla. Bílá na hlavě by neměla převažovat. Oči musí být zcela lemovány barvou a pigmentem. Celkový dojem musí být modrý. Nosní houba černá. Pro zbarvení merle je charakteristické, že věkem tmavne. Oči hnědé, jantarové nebo modré. Diskvalifikující chybou je bílá barva na těle, to znamená na hřbetě mezi kohoutkem a ocasem.

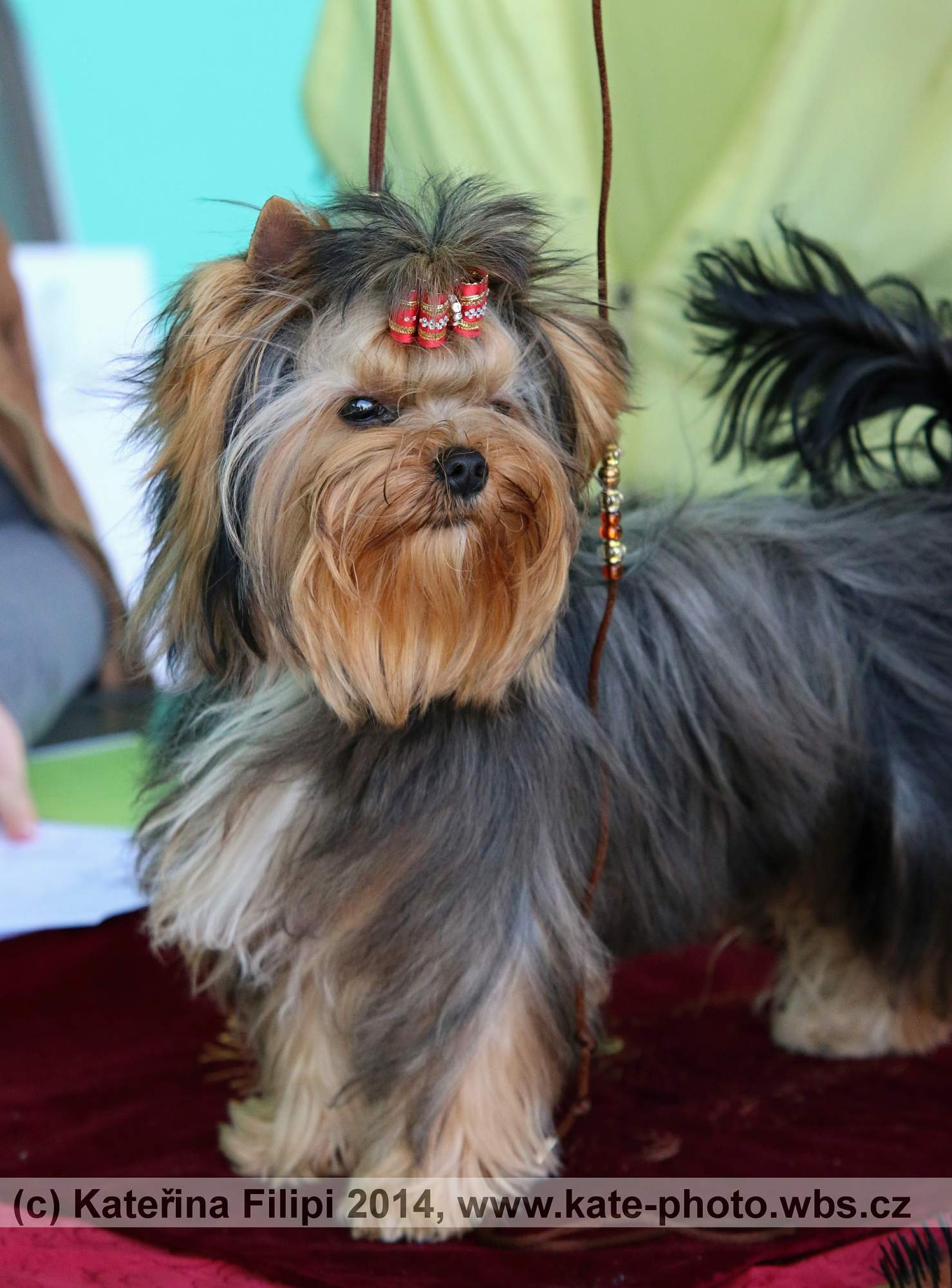

Gold merle: Zlatavá, béžová až hnědá barva s černým mramorováním. Sytě pálené znaky mají přednost, ale jejich absence nebývá penalizována. Bílá barva je akceptována pouze na krku, hrudníku, nohách, spodní straně čenichu, lysině na hlavě a bílá rozšířená ze spodní strany těla. Bílá na hlavě by neměla převažovat. Oči musí být zcela lemovány barvou a pigmentem. Celkový dojem musí být zlatavý. Nosní houba černá. Pro zbarvení merle je charakteristické, že věkem tmavne. Oči hnědé, jantarové nebo modré. Diskvalifikováni bývají jedinci s bílou barvou na těle.
Choco merle: Čokoládově hnědá barva s tmavým mramorováním. Sytě pálené znaky mají přednost, ale jejich absence není penalizována. Bílá barva je akceptována na krku, hrudníku, nohách, spodní straně čenichu, lysině na hlavě a bílá rozšířená ze spodní strany těla. Bílá na hlavě by neměla převažovat. Oči musí být zcela lemovány barvou a pigmentem. Nosní houba hnědá až játrová. Pro zbarvení merle je charakteristické, že věkem tmavne. Oči jiskrné, hnědé, jantarové, modré, zelené. Diskvalifikující chybou je opět bílá barva na těle.
Blueberry: Bílá v rozvržení stejně jako biewer, se znaky blue merle. Nosní houba černá. Barva očí hnědá nebo též modrá.
Chocoberry: Bílá v rozvržení stejně jako biewer, se znaky čoko merle. Nosní houba hnědá nebo játrová. Barva duhovky hnědá, modrá nebo zelená.